# Sarıyer Spor Kulübü
El Sarıyer Spor Kulübü o Sarıyer S.K. és un club esportiu turc de la ciutat d'Istanbul, destacat en futbol. Fou establert el 1940 a Sarıyer, al Bòsfor.

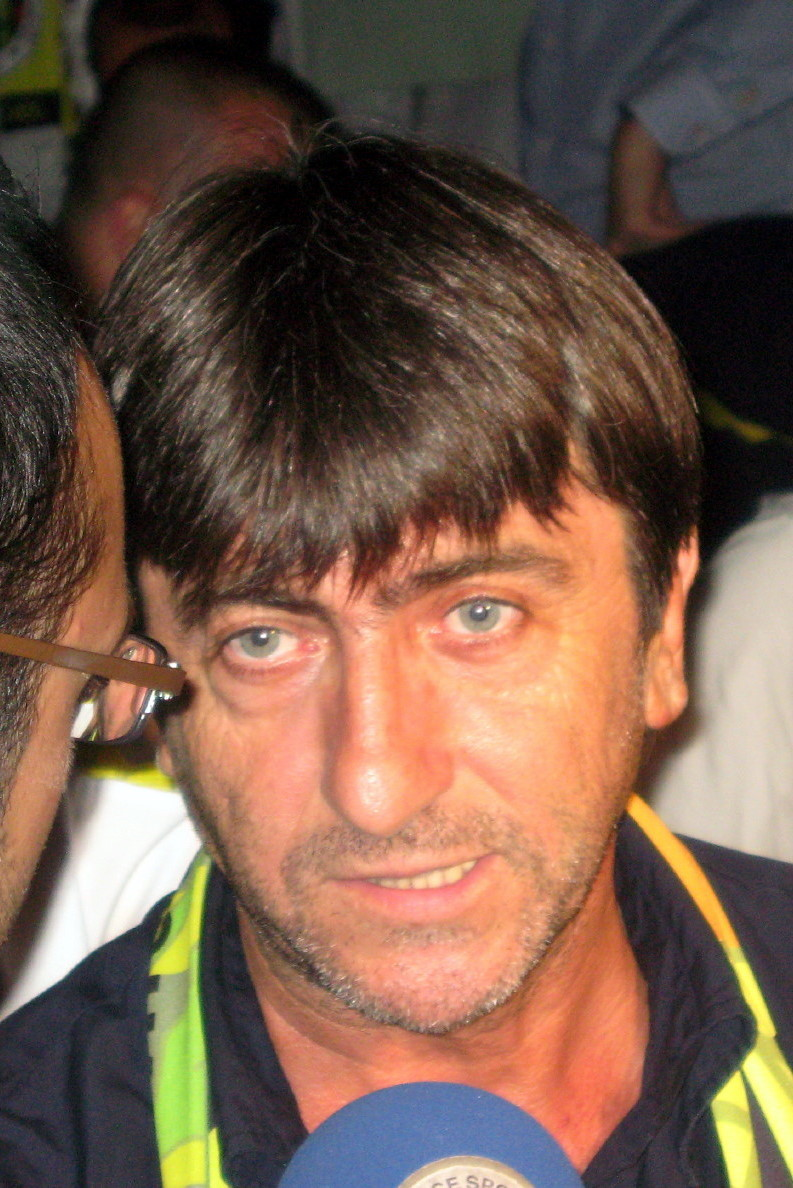
Rıdvan Dilmen, apodat "El Diable", probablemant el més famòs jugador d'aquest club en la seva història.

## Palmarès
- Copa Balcànica de clubs: 1991/92

## Trajectòria esportiva
- Primera divisió: 1982-94, 1996-97
- Segona divisió: 1963-69, 1971-82, 1994-96, 1997-01, 2004-05
- Tercera divisió: 1969-71, 2001-04, 2005-present

## Jugadors destacats
- Erdoğan Arıca
- Sead Celebic
- Erdi Demir
- Rıdvan Dilmen
- Sinan Engin
- Sercan Görgülü
- Erdal Keser
- Cem Pamiroğlu
- Selçuk Yula
- Mustafa Yücedağ